# 白寛洙

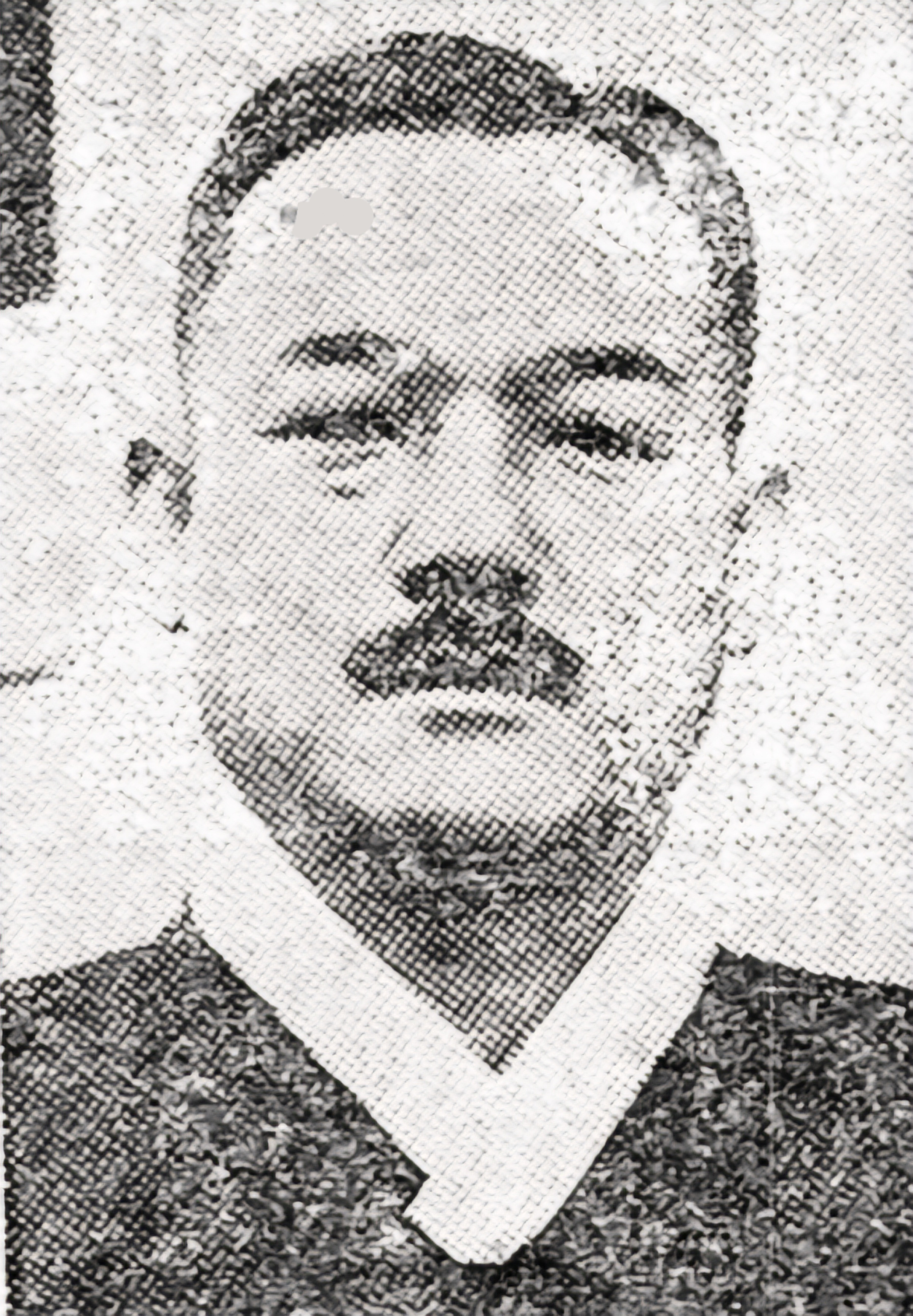
1932年ごろ

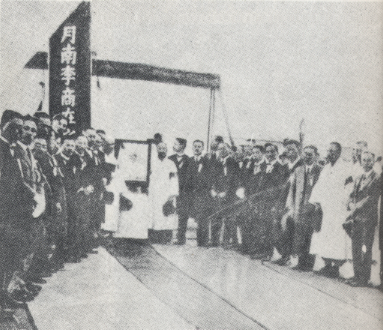
1927年、李商在の葬儀に参列した白寛洙（遺影の右に立つ尹致昊の隣に立っている）

白 寛洙（ペク・クァンス、朝鮮語: 백관수/白寬洙、1889年1月28日 - 1961年）は、日本統治時代の朝鮮および大韓民国のジャーナリスト、実業家、教員、独立運動家、政治家。二・八独立宣言を主導したほか、第7代東亜日報社社長、制憲韓国国会議員を歴任した。
本貫は水原白氏、号は芹村（クンチョン、근촌）。白仁傑の10代孫で、父は白道鎮、独立運動家の白麟洙は従兄。実業家・漢陽大学校創設者の金連俊は娘婿、元漢陽大学校総長の金鍾亮は外孫。

## 経歴
朝鮮国全羅北道（現・大韓民国全北特別自治道）高敞郡星内面出身。5歳の時に田愚の下で漢学を学んだ後、同郷で友人である金性洙・宋鎮禹とともに白羊寺清流庵で修業をし、韓承履の下でも学んだ。新たな学問を修めるため、金性洙・宋鎮禹とともに錦湖学校（現・群山中央初等学校）に入学し、1910年に卒業した。1915年に京城法学専門学校（現・ソウル大学校法科大学）を卒業した後、キリスト教青年会に加入し、李商在の信頼の下で政治活動と社会活動に積極的に参加し、1916年に中央学校（現・ソウル中央高等学校）の教員として赴任した。その後は日本に留学し、正則英語学校（現・正則学園高等学校）を経て1918年に明治大学法科に入学した。1919年2月に東京で朝鮮青年独立団を組織し、団長に就任した。在学中の同年2月8日、神田区西小川町の朝鮮基督教青年会館の大講堂において、留学生総会を装った大会を開き、臨時実行委員である朝鮮人留学生11名の代表として二・八独立宣言書を読み上げた。その後は市街地の行進が計画されていたが、事実を知った警察が会館に突入し学生らと乱闘になったことで行進の予定は中止となり、白は逮捕され、出版法違反により懲役9か月の刑を受けて服役した。出獄後は復学し、1921年に卒業した後は帰国し、朝鮮物産奨励会発起人・幹事を経て、金俊淵・安在鴻・白南薫・洪性夏らと朝鮮事情研究会を立ち上げた。また、1924年に朝鮮日報社に入社し、1926年12月より編集者や常務取締役兼営業局長を務めた。1927年に新幹会に朝鮮日報代表として参加したが、1928年に安在鴻筆禍事件に関与したため、朝鮮日報社を離れた。他は世界キリスト教青年連合会主催の第2回太平洋会議（1927年、ハワイ）・第3回太平洋会議（1929年、京都）で朝鮮代表を務め、1932年に弘文社を設立して月刊誌『東方評論』を発刊した。
1937年5月に宋鎮禹の後任として第7代東亜日報社社長に就任した。日中戦争後、親日団体に形式的に関与したとされるが、朝鮮総督府からの爵位や財産の供与は拒否した。1940年、東亜日報が強制廃刊された際、廃刊届への捺印を拒否したことで鐘路警察署に1ヶ月拘留された。釈放後は故郷の高敞郡に隠遁し、創氏改名や学徒出陣の勧誘活動なども拒否、5年間詩作と書道を行った。光復後は呂運亨の勧誘を断り、李仁・元世勲・趙炳玉らと朝鮮民族党を設立した後、韓国民主党創立総務、非常国民会議創立交通委員長、韓国民族代表者大会代議員、東亜日報取締役などを務めた。1946年には南朝鮮大韓国民代表民主議院議員、南朝鮮過渡立法議院議員となり、1948年の初代総選挙で制憲国会議員に当選し、憲法・政府組織法起草委員として大韓民国憲法の起草に関与し、初代国会法制司法委員長を務めた。1950年には内閣責任制改憲案を発議したが否決され、同年の第2代総選挙で落選した。
朝鮮戦争中の1950年10月に北朝鮮に拉致された後、1961年3月に宣川郡で亡くなったとみられる。ただし、在北平和統一促進協議会特設墓地での墓石には1951年10月25日没と書かれている。

## エピソード
生家は1997年、全羅北道記念物第90号に指定された。また、白が有志らと共に設立した興東奨学堂も全羅北道文化財資料第140号に登録されている。